# Dansk Boldspil-Union
Die Dansk Boldspil-Union (DBU) ist der dänische Fußballverband. 
Der Fußballverband Dänemarks wurde bereits 1889 gegründet und ist somit einer der ältesten Fußballverbände weltweit. Der Verband trat dem Dänischen Sportverband 1896 und der FIFA 1904 in deren Gründungsjahren bei. Auch bei der Gründung der UEFA gehörte die Dansk Boldspil-Union zu den Gründungsmitgliedern. Die Dänische Fußballnationalmannschaft feierte bei der Fußball-Europameisterschaft 1992 mit dem Titelgewinn ihren bislang größten Erfolg. Auch die Dänische Fußballnationalmannschaft der Frauen spielt eine gewichtige Rolle und war bei fast allen wichtigen Turnieren dabei. 
Der Verband zeichnet in Zusammenarbeit mit den dänischen Fußballspielern den Fußballer des Jahres in Dänemark aus und kürt jährlich den besten Spieler der U21, U19 und der U17-Jugendnationalmannschaft.
Der Verband kümmert sich um die Organisation des dänischen Fußballsystems. Bei den Herren organisiert die DBU nicht nur die beiden Profiligen, die Superliga und die 1. Division, sondern auch alle anderen Ligen und den dänischen Pokal. Auch alle dänischen Frauenfußballwettbewerbe werden vom Verband geleitet. Des Weiteren organisiert der Verband die Spiele der Frauen-Nationalmannschaft, aller Jugendnationalmannschaften (U17, U19, U21) sowie der dänischen Fußballnationalmannschaft. 
Seit dem Jahr 2008 leitet der Verband auch das dänische Futsal-Ligasystem.

## UEFA-Fünfjahreswertung
Platzierung in der UEFA-Fünfjahreswertung:
(in Klammern die Vorjahresplatzierung). Die Kürzel CL, EL und CO hinter den Länderkoeffizienten geben die Anzahl der Vertreter in der Saison 2026/27 der Champions League, der Europa League sowie der Conference League an.
- 14.  (11)  Schottland (Liga, Pokal) – Koeffizient: 35.550 – CL: 2, EL: 1, CO: 2
- 15.  (21)  Polen (Liga, Pokal) – Koeffizient: 35.000 – CL: 2, EL: 1, CO: 2
- 16.  (16)  Dänemark (Liga, Pokal) – Koeffizient: 33.981 – CL: 1, EL: 1, CO: 2
- 17.  (12)  Schweiz (Liga, Pokal) – Koeffizient: 33.625 – CL: 1, EL: 1, CO: 2
- 18.  (17)  Israel (Liga, Pokal) – Koeffizient: 31.625 – CL: 1, EL: 1, CO: 2

Stand: Ende der Europapokalsaison 2024/25